# 蔓生合耳菊
蔓生合耳菊（学名：Synotis yui）是菊科合耳菊属的植物。分布在缅甸以及中国大陆的云南等地，生长于海拔2,700米至2,900米的地区，多生长在林下和潮湿草坡，目前尚未由人工引种栽培。